# Газоводяний контакт

Схема газового покладу з горизонтальним і похилим ГВК

Газоводяний контакт (ГВК), (рос.газоводяной контакт; англ. water-gas contact; нім. Gas-Wasser-Kontakt m) — межа розділу вільного газу і води в газовому покладі.

## Загальний опис
Газоводяний контакт являє собою поверхню товщиною, як правило, в кілька метрів. Характер цієї зони визначається в основному капілярними силами. Чим менший діаметр порових каналів, тим вища висота капілярного підняття води, і чим вища неоднорідність перехідної зони за розмірами, тим більша товщина цієї зони, і навпаки.
ГВК може бути горизонтальним та похилим.
Якщо ГВК похилий, то кут його нахилу визначається згідно зі схемою, показаною на рисунку, за пластовими тисками рв1, рв2 в свердловинах 1 і 2, приведеними до площини I – I, відносно площини II – II. При великих значеннях відстані між вибоями свердловин необхідно враховувати зміну даних густин від глибини.

## Встановлення положення газоводяного контакту
Для точного визначення поверхні ГВК проводяться комплексні дослідження:
- електричний,
- радіоактивний,
- акустичний каротаж,
- вивчення кернів,
- промислові випробування свердловин.

Якщо в свердловині розкритий газоводяний контакт, його положення, як правило, встановлюють на основі даних геофізичних методів. Іноді за результатами геофізичних досліджень (наприклад, при наявності тріщинуватих колекторів) немає можливості чітко інтерпретувати отримані дані. Тоді для визначення положення ГВК частини пласта поетапно випробовують з низу до верху. Цей спосіб прямої оцінки стану ГВК вимагає значних витрат часу. При випробуванні водяної частини пласта і створенні високих депресій може прорватися газовий конус і, навпаки, при випробуванні газової частини може утворитися водяний конус. Підтягування газу або води може статися також внаслідок негерметичності цементного кільця за колоною. Якщо при випробуванні розкрита значна частина пласта і отриманий одночасно приплив газу і води, то застосовуваними методами встановити положення ГВК з достатньою точністю важко.
Якщо ж на родовищі є свердловина, яка розкрила великий інтервал пласта, що включає ГВК, а при використанні звичайних геофізичних методів не отримано позитивних результатів, то для оцінки положення ГВК можна використовувати такі способи:
- Акустичні дослідження в працюючій свердловині за допомогою глибинного шумоміра в зоні розкритого інтервалу. Аналіз загальної та лінійної інтенсивності зміни шуму дозволять оцінити положення ГВК.
- Термокаротаж послідовно в працюючій і зупиненій свердловинах і зіставлення отриманих термограм. Негативна аномалія температурної кривої, отриманої при роботі свердловини в зоні розкритого інтервалу, характеризує газоносну частина пласта, а зони підвищення температури відповідають водоносній частині пласта.
- Вимірювання тисків в працюючій свердловині за допомогою диференційних манометрів. Положення ГВК визначають за точкою перегину кривої зміни тиску з глибиною.
- Перфорація під тиском в попередньо осушеній свердловині з розкриттям спочатку верхньої газоносної частини пласта і потім нижньої водоносної його частини.

Крім зазначених прямих методів положення ГВК можна знайти за допомогою розрахунку:
- Наближений метод розрахунку рівня ГВК, в разі відсутності свердловин, які дійшли до водяної частини пласта (гідростатичний метод).

- Методом В. П. Савченко при наявності на родовищі двох або більше свердловин, що розкрили водяну і газову частини пласта, або за даними однієї свердловини, в якій окремо випробувані водяна і газова частини (не вимагає буріння окремих свердловин в зоні ГВК).